# Plator indicus
Plator indicus là một loài nhện trong họ Trochanteriidae. Loài này phân bố ở Ấn Độ.